# Giuseppe Zambonardi
Giuseppe Zambonardi, F.S.C.J. (14. února 1884 Gardone Val Trompia, Provincie Brescia, severní Itálie – 5. června 1970 Arco, Itálie) byl italský katolický misionář a apoštolský prefekt.

## Životopis
Po vyučení vstoupil do diecézního kněžského semináře. Setkal se s biskupem Antoniem Marií Roveggiem, který přijel propagovat mladou kongregaci Misionářů komboniánů Nejsvětějšího Srdce Páně (Comboni), nadchl se pro misie v Africe a požádal, aby se mohl k misionářům komboniánům připojit. Na kněze byl vysvěcen 8. srpna 1909 ve Veroně. Okamžitě byl poslán do Anglie, aby se naučil anglicky. Zde začal psát svůj Deník.
Koncem roku 1911 odjel do Ugandy, tehdy britské kolonie. Byl jedním ze zakladatelů misie v Arua. V roce 1919 byl jmenován do Súdánu jako představený misie Gondokoro a v roce 1923 jako představený všech misionářů komboniánů na rovníkovém Nilu. V roce 1927 byla Propagandou Fide zřízena nová apoštolská prefektura Bahr el Džebel, jejíž území bylo vyčleněno z apoštolského vikariátu Rovníkový Nil. Prvním apoštolským prefektem byl od 1. února 1928 jmenován Giuseppe Zambonardi, který se zde usadil v únoru 1928. Bylo mu 43 let. Byl neúnavným misionářem a během deseti let proměnil tento velmi chudý region v řádnou misii. Otevřel čtyři nové misie, seminář v Okaru, založil novou Katolickou akci, která byla drahá tehdejšímu papeži Piovi XI., založil školy pro učitele, včetně školy v Toritu, a otevřel technické školy. V roce 1938, kdy prefektura sousedila s Etiopií, která byla již několik let okupována Mussoliniho vojsky, poslaly anglické koloniální úřady knězi italské národnosti oznámení o okamžitém vyhoštění. To pro něj byla vážná rána. Krátce se vrátil do Itálie a poté se vrátil do Gondaru v okupované Etiopii jako prostý misionář. V roce 1941 ho však zajali britští vojáci, když přišli pronásledovat Italy. Po propuštění odjel do Chartúmu, kde se stal provinčním představeným misionářů Comboni v Egyptě a strávil zde zbytek druhé světové války.
V roce 1946 na žádost nově jmenovaného kardinála Teodosia de Gouveia, který působil v portugalském Mosambiku a který se cestou do Říma zastavil v Chartúmu ohromen prací misionářů Comboni, souhlasil M. Zambonardi s tím, že převezme vedení některých misií v nové diecézi Nampula v portugalském Mosambiku. Sedm let horlivě pracoval a výsledkem byl dobrý začátek misionářů Comboni v této portugalsky mluvící kolonii. Sám se ve svých šedesáti letech naučil portugalsky a místními jazyky. Poté se vrátil do Egypta a v roce 1959 do Itálie na generální kapitulu své kongregace. Po padesáti letech v Africe tam musel ze zdravotních důvodů zůstat.
Následujících deset let strávil v kněžském semináři Comboni v Carraii nedaleko Luccy, kde se věnoval duchovnímu vedení mladých studentů. V roce 1969 byl přeložen do domu ve Veroně a poté do Arca na břehu Gardského jezera, kde 5. června 1970 ve věku 86 let zemřel. Je pohřben na hřbitově v Gardone Val Trompia.
Je považován za velkého misionáře Comboni.